# Véronique Genestová
Véronique Genestová (nepřechýleně Genest; * 26. června 1956 Meaux, Seine-et-Marne, Francie), vlastním jménem Véronique Raymonde Marie Combouilhaud, je francouzská herečka, známá především svou rolí komisařky Julie Lescautové ve stejnojmenném kriminálním seriálu.

## Životopis
Narodila se 26. června 1956 v městečku Meaux jako Véronique Combouilhaud a hrát chtěla už jako malá dívka. Okouzlilo ji divadlo, za nímž se vydala do Paříže, první filmovou roli dostala ve snímku Bankéřka (to jí bylo třiadvacet), ale sama připouští, že skutečnou popularitu jí přinesla až televizní postava neúplatné kriminalistky, která musí skloubit své náročné povolání s péčí o dvě dospívající dcery. Nechce však být závislá jen na televizní nabídce a proto si spolu s manželem, režisérem Meyerem Bokobzou založila vlastní produkční firmu Sam&Compagnie.